# Jagodne Małe
Jagodne Małe (deutsch Klein Jagodnen, 1938 bis 1945 Kleinkrösten) ist ein Dorf in der polnischen Woiwodschaft Ermland-Masuren, das zur Landgemeinde Miłki (Milken) im Powiat Giżycki (Kreis Lötzen) gehört.

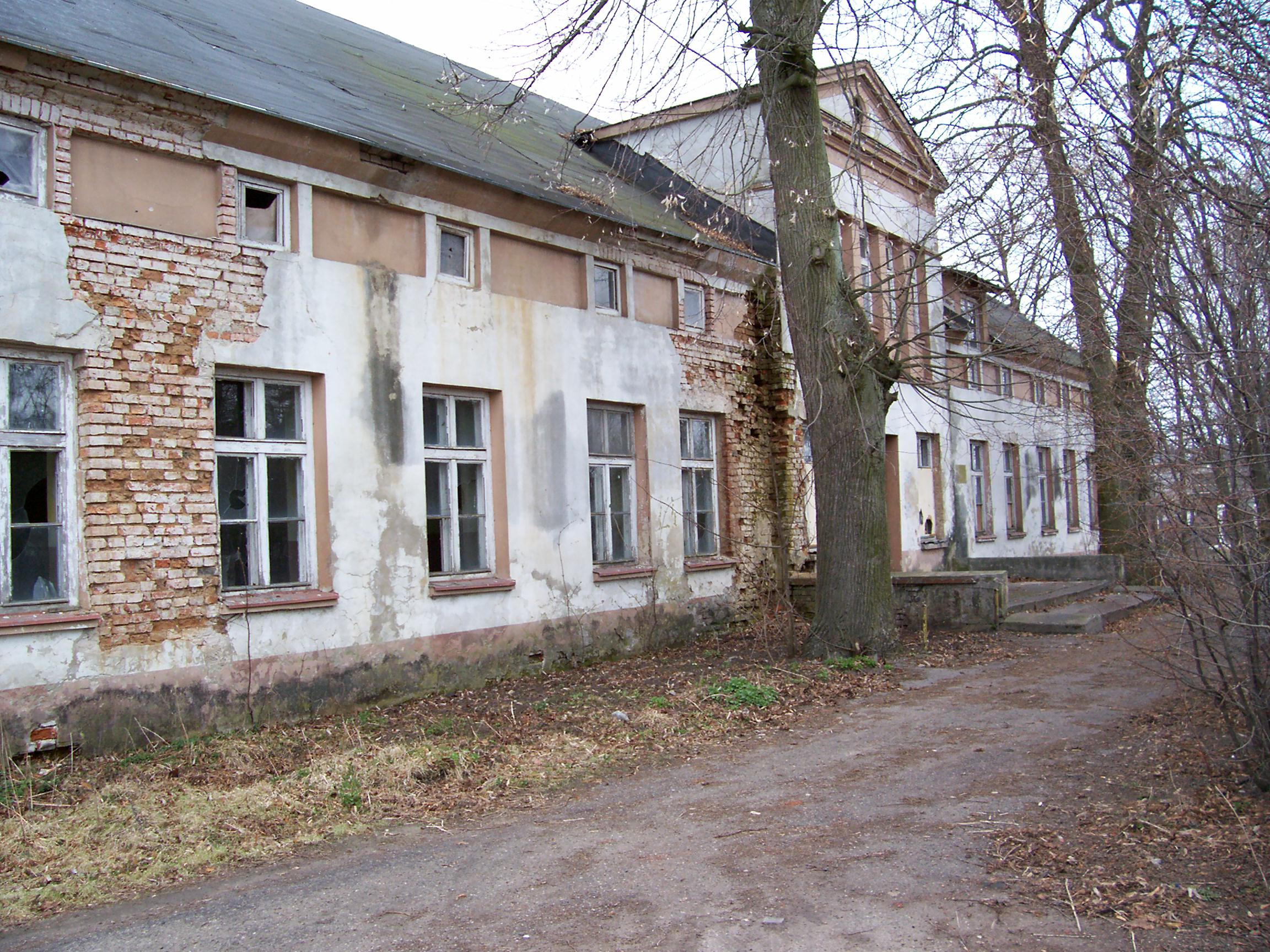
Das einstige Gutshaus Klein Jagodnen/Kleinkrösten im heutigen Jagodne Małe

## Geographische Lage
Jagodne Małe liegt am Ostufer des Jagodner Sees (1938 bis 1945 Kröstensee, polnisch Jezioro Jagonde) in der östlichen Mitte der Woiwodschaft Ermland-Masuren. Die Kreisstadt Giżycko (Lötzen) ist 14 Kilometer in nördlicher Richtung entfernt.

## Geschichte
Das vor 1818 Klein Jegodnen, bis 1938 Klein Jagodnen genannte Gutsdorf mit Ziegelei wurde 1874 in den Amtsbezirk Rydzewen (polnisch Rydzewo) eingegliedert. Er bestand – 1928 in „Amtsbezirk Rotwalde“ umbenannt – bis 1945 und gehörte zum Kreis Lötzen im Regierungsbezirk Gumbinnen (1905 bis 1945: Regierungsbezirk Allenstein) in der preußischen Provinz Ostpreußen. Im gleichen Zeitraum war Klein Jagodnen dem Standesamt Rydzewen zugeordnet. Im Jahre 1910 zählte der Gutsbezirk Klein Jagodnen 111 Einwohner.
Aufgrund der Bestimmungen des Versailler Vertrags stimmte die Bevölkerung im Abstimmungsgebiet Allenstein, zu dem Klein Jagodnen gehörte, am 11. Juli 1920 über die weitere staatliche Zugehörigkeit zu Ostpreußen (und damit zu Deutschland) oder den Anschluss an Polen ab. In Klein Jagodnen stimmten 80 Einwohner für den Verbleib bei Ostpreußen, auf Polen entfielen keine Stimmen.
Am 30. September 1928 wurde aus den Gutsbezirken Klein Jagodnen (Amtsbezirk Rotwalde im Kreis Lötzen) und Borken (polnisch Borki, Amtsbezirk Schimonken im Kreis Sensburg) die neue Landgemeinde Klein Jagodnen gebildet. Die Einwohnerzahl belief sich 1933 auf 180 und betrug 1939 noch 148.  Am 3. Juni – amtlich bestätigt am 16. Juli – des Jahres 1938 wurde Klein Jagodnen in „Kleinkrösten“ umbenannt.
In Kriegsfolge kam das Dorf 1945 mit dem gesamten südlichen Ostpreußen zu Polen und trägt seither die polnische Namensform „Jagodne Małe“. Es ist heute eine Ortschaft im Verbund der Landgemeinde Miłki (Milken) im Powiat Giżycki (Kreis Lötzen), vor 1998 der Woiwodschaft Suwałki, seither der Woiwodschaft Ermland-Masuren zugeordnet.

## Religionen
Bis 1945 war Klein Jagodnen in die evangelische Kirche Rydzewen in der Kirchenprovinz Ostpreußen der Kirche der Altpreußischen Union und in die katholische Pfarrkirche St. Bruno Lötzen im Bistum Ermland eingepfarrt. 
Heute gehört Jagodne Małe zur evangelischen Pfarrkirche Giżycko in der Diözese Masuren der Evangelisch-Augsburgischen Kirche in Polen bzw. zur katholischen Kirche Rydzewo im Bistum Ełk (Lyck) der Römisch-katholischen Kirche in Polen.

## Persönlichkeiten
- Eugen Müllner (* 25. August 1822 in Klein Jagodnen; † 1878), deutscher Rittergutsbesitzer, Mitglied des Deutschen Reichstages (DFP)

## Verkehr
Jagodne Małe liegt am Ende der Nebenstraße 1718N, die von Ruda (Ruhden, 1938 bis 1945 Eisenwerk) an der Landesstraße DK 63 (einstige deutsche Reichsstraße 131) ihren Ausgang nimmt und über Rydzewo (Rydzewen, 1927 bis 1945 Rotwalde) in den Ort führt. Außerdem führt eine – zum Teil allerdings nur als Landweg ausgebaute und daher – unwegsame Straße von Miłki (Milken) und Paprotki (Paprodtken, 1938 bis 1945 Goldensee) nach Jagodne Małe. Eine Bahnanbindung besteht nicht.